# ياكوفليف ياك-9
ياكوفليف ياك-9 (بالإنجليزية: Yakovlev Yak-9)‏ هي طائرة مقاتلة سوفيتية الصنع أُنتجت في 1942. كان أول طيران لها في 1942. صنع منها 16,769 طائرة.